# 二宮光信
二宮 光信（にのみや みつのぶ）は、戦国時代の武将。吉川氏家臣。父は二宮経春、嫡男は二宮経政。

## 生涯
長禄4年（1460年）、二宮経春の子として生まれる。
大永2年（1522年）3月6日、安芸国の寺原台ヶ尾で吉川興経と武田信重が戦った際には、嫡男・経政と共に吉川氏に付いて戦い、数多の敵を討ち取ったが、経政と共に戦死。享年63。当時まだ幼少であった嫡孫・春久が後を継いだ。